# Nemhelix
Nemhelix ist eine Gattung der Spulwürmer mit drei Arten. Sie sind Parasiten bei europäischen Weichtieren, wobei die Erstbeschreiber davon ausgehen, dass es sich ursprünglich um Amphibienparasiten handelt.

## Merkmale
Nemhelix-Arten  sind Cosmocercinae mit abgerundeter Mundhöhle und ohne Lippen. Die Mundöffnung trägt innen sechs kleine Papillen, außen vier und am Kopf weitere vier in Zweiergruppen. Seitenflügel sind ausgebildet, der Körper hat sonst keine weiteren Papillen. Männchen haben weder Kaudalflügel, Rosettenpapillen noch Plectane (Kutikulaplatten am Schwanzende), lediglich vor dem Anus. Die Spicula sind gleich, ein kleines Gubernaculum ist vorhanden. Die Weibchen haben gegenüberliegende Uterusäste (opisthodelphisch), die blinden Enden der Eierstöcke liegen vor der Vulva. Sie sind ovovivipar.

## Systematik
Die Gattung enthält folgende Arten:
- Nemhelix bakeri Morand & Petter, 1986
- Nemhelix lamottei Morand, 1990
- Nemhelix ludesensis Morand, 1990